# 李錦聯
李錦聯（1959年6月4日—），香港電視烹飪節目主持及商人，曾為無綫電視藝員。其契媽是香港烹飪電視節目主持人李曾鵬展。

## 背景

### 早年生活
李錦聯早年在銅鑼灣希雲街附近的天台單位長大，家有六兄弟姊妹，自己排行第三。李曾就讀聖保祿幼稚園、佛教黃焯菴小學（1971年上午校）和皇仁書院，學業成績優良。小學時期既是風紀，又參與足球活動。他自七至八歲開始在家中入廚，亦會自行到寓所附近的街市購買食材。十一至十二歲時與胞姊到北角碼頭購買海鮮。在中學階段，李錦聯於皇仁書院由中一讀至中七，是一名理科生。於香港中學會考中取得 1A（地理）3B3C 的佳績。此外，他在校時是學校管弦樂團的法國號樂手和攝影學會會長，常到不同學校演出。本來升讀中六醫科精英班的他因成績未能讓他入讀香港大學醫學院而在中七畢業後報讀香港理工學院第一屆酒店餐飲管理系的文憑課程，為時三年。而且在香港怡東酒店不同部門實習半年。
畢業未幾到富麗華酒店工作，任職香島廳中菜部廚師一年多。由於李不喜歡該處的麋爛氣氛，即打大夥兒聚集一起麻將與吸煙，加上由食無定時引致的身體不適，他於是轉職美心集團西餐部扒房。不想過輪更上班生活的他不久先轉到蘭桂坊餐廳「Club 97」任職採購部經理一年，再分別到明愛白英奇專業學校、香港理工學院、一所工業中學以及香港專業教育學院黃克競分校教授款待管理科與酒店膳食科。其時他想過穩定的婚後生活，所以肩負教職糊口。當他累積了六年教學經驗後，便回到香港理工學院任教一年多。

### 幕前發展
李錦聯及後在1990年獲得無綫電視賞識而在婦女節目中主持煮食節目。在幕前教授烹飪的契機來自他當年認識了電視烹飪節目主持人李曾鵬展，並得到對方推薦，可以嘗試亮相電視台的烹飪環節。同時在理工學院繼續任教。礙於節目的有關照片被傳媒對外公開，他最終放棄教職，全身由兼職主持兼講師投身電視界，成為全職主持。因具一定名氣，他在1994年從商，曾開設食品調味工場，以自創「李錦雞」主攻婦女市場。同期到電台夥拍梁繼璋主持《瘋show快活人》。1996年，李因拍三級片《狂野三千響》而被無綫電視雪藏，後來獲解凍，重新在《都市閒情》主持《今晚食乜餸》，但他在主持節目期間曾被指多次爆粗而要令直播節目突然中斷其環節。2011年1月，他曾被指打女友邵敏婷，期間更有人將手提電腦掟落街。
李錦聯為《都市閒情》主持環節《今晚食乜餸》已多年，受到不少家庭主婦觀眾歡迎。他與另一主持人安德尊自2009年起曾屢次在節目中存在言語衝突，事件更多次被報章報導。據李於2020年3月19日播出的廣播節目《守下留情》訪問中提到，他與安德尊並非故意起衝突。其中一個引起嗆火對話的原因出於他們要計劃過場講稿，又要營造節目效果；在沒有綵排的情況下引發一些外界認為的言語衝突。而他們自2011年起未有再同台主持節目，直至2015年2月再度同台。期間多次擦出火花。不過在2013年，李錦聯與拍拖年多的女友吳惠雯結婚時卻請來安德尊擔任司儀。2013年往後，李錦聯除了在《都市閒情》節目中教授烹飪技巧之餘，亦在紅磡民裕街經營自家食店「錦聯食坊」及擔任香港考試及評核局酒店餐飲服務科的首席評考主任一年。他經常獲邀擔任烹飪比賽的評判。

### 發展生意
2016年6月，無綫電視推出節目《區區開伙》，由李錦聯和安德尊主持，介紹香港各區的美食。同年11月，他與安德尊一同獲提名《TVB 馬來西亞星光薈萃頒獎典禮2016》「最喜愛TVB節目主持」，12月便約滿離開無綫電視。其後於2017年，他與友人在九龍佐敦開設酒樓「嘉彩漁村」，2019年又夥拍妻子於深水埗西九龍中心美食廣場經營「Ben哥廚房」。

## 軼聞
- 李錦聯於2010年曾被指整容，做了割雙眼皮手術。
- 李錦聯曾在2016年無綫電視節目男人食堂表示自己結過三次婚。首段婚姻的對象是他在理工學院就學時的師妹[註 3]。
- 李錦聯常被誤會為與李錦記有關，但其實並無關係。李錦記於1888年成立，以創辦人李錦裳命名。

## 演出作品

### 電視劇（無綫電視）
| 首播   | 劇名         | 角色            |
| 2021年 | 陀槍師姐2021 | 李警司（第1集） |

### 主持節目（無綫電視）
| 首播                        | 節目名              | 備註                       |
| 1990 - 1996年 2009 - 2016年 | 婦女新姿 → 都市閒情 | 「今晚食乜餸」環節固定廚師 |
| 1995年                      | 東瀛味霸大挑戰      |                            |
| 2003年                      | 世界滋補            |                            |
| 2016年                      | 區區開伙            | 與安德尊合作               |

### 綜藝節目（無綫電視）
| 首播   | 節目名     | 備註               |
| 2007年 | 最緊要進步 | 第30集嘉賓         |
| 2015年 | 網絡挑機   | 第1集訪問人物      |
| 2016年 | 男人食堂   | 第14集嘉賓         |
| 2016年 | 兄弟幫     | 第1625、1626集嘉賓 |
| 2021年 | 煮場爭霸   | 第3集嘉賓          |
| 2021年 | 思家大戰   | 第4集嘉賓          |

### 電影
| 首映   | 電影名     | 角色     |
| 1994年 | 青春火花   |          |
| 1995年 | 夜半一點鐘 |          |
| 1996年 | 狂野三千響 | 車行職員 |
| 1997年 | 我有我瘋狂 | 李律師   |

### 廣告
| 年份   | 產品                                           |
| 2013年 | DS德新國際微電腦電陶爐                         |
| 2013年 | DS 德新國際歐美鮮果雪糕機                      |
| 2013年 | DS 德新國際全自動多功能養生壺                  |
| 2015年 | 德新家電 迷你多功能快速智能煲、多功能養生壼    |
| 2015年 | Vela Lounge Restaurant                         |
| 2016年 | 齊天大勝 fun fun 賞 (無綫電視農曆新年互動遊戲) |
| 2016年 | myTV Super                                     |
| 2016年 | Amazing Life 電子針灸儀                        |
| 2016年 | 小肥牛火鍋活魚專門店                           |

### 其他
- 1990年代：《瘋show快活人》（主持、香港電台）
- 2015年2月19日：《100毛》第102期

## 曾獲獎項與提名
| 年份   | 獎項                                                  | 結果 |
| 2016年 | TVB 馬來西亞星光薈萃頒獎典禮2016「最喜愛TVB節目主持」 | 提名 |

## 外部連結
- 李錦聯的Facebook專頁
- Ben  Li的Facebook專頁
- 李係煮廚的Facebook專頁
- YouTube上的李係煮廚頻道
- 李係煮廚的Instagram帳戶
- 李錦聯在香港影庫上的簡介